# Carats en vrac
Carats en vrac est la dix-neuvième histoire de la série Gil Jourdan de Maurice Tillieux et Gos. Elle est publiée pour la première fois du no 1677 au no 1696 du journal Spirou. Puis est publiée sous forme d'album en 1971.

## Univers

### Synopsis
Libellule et Jourdan rentrent ensemble de vacances, en voiture, au milieu de la Camargue. Pendant ce temps, dans un train, un homme habillé en marin est suivi de près par deux individus apparemment décidés à lui mettre la main dessus. Ayant réussi à descendre du train et ayant pris un peu d'avance, le marin est pris en stop par Jourdan, qui remonte vers Nîmes.
Ses deux poursuivants, ayant également pu descendre en marche, sont pris en stop par une dépanneuse. Tous se retrouvent dans une auberge, où les deux gangsters tentent d'enlever le marin. Après une bagarre avec Libellule et Jourdan, le marin fuit dans les étangs sur un canot, les gangsters le suivant de près. Jourdan et Libellule sont également dans la poursuite, grâce au tracteur amphibie conduit par l'aubergiste.
Après une mauvaise réception, le marin se brise le dos sur une souche, et les bandits arrivent à le rattraper. Lorsque Jourdan et Libellule arrivent prêt du corps, le mourant laisse échapper quelques mots. Les gangsters s'emparent du tracteur, puis de la voiture de Jourdan, et s'enfuient.
De retour à Paris, ayant rapporté les propos du marin à Crouton, Jourdan apprend que celui-ci devait être mêlé au vol des diamants de Carteray, un vol particulièrement important fait aux alentours de Marseille, et que ses contacts se trouvaient à Paris. Libellule est chargé de tendre un piège aux gangsters, qui doivent se trouver sur la trace des compagnons du marin, et renoue pour ce faire avec Marco, propriétaire d'un bar à Pigalle. Il lui dit qu'il a 400 carats de diamants à fourguer, et que Marco doit dire à ses contacts que la proposition vient d'un marseillais.
Les gangsters mordent à l'appât, et Marco leur donne rendez-vous sur le parking sur un toit d'un supermarché. Mais c'est la police qui doit se trouver là pour épingler les deux malfrats. Mais les gangsters s'aperçoivent de la présence de la police, et tentent de s'échapper. La course poursuite s'engage entre les gangsters et Jourdan, qui a décidé de les suivre dans leur tentative risquée. Après un vol plané en voiture au-dessus de la rue, les gangsters atterrissent dans l'immeuble d'en face mais leur voiture s'enfonce dans un monte-charge, ils sont faits prisonniers.
Ils avouent alors être à la solde du commanditaire du braquage du diamantaire Carteray, et que celui-ci avait mal tourné après que la police ait été rapidement prévenue. Le hors-bord les transportant s'étant retourné, les diamants étaient tombés au fond d'une calanque. Il avait donc dû faire appel aux services de plongeurs marseillais et corses, qui avaient décidé après mûres réflexions de garder le magot pour eux. L'un d'entre eux, le marin, avait décidé de rester à Marseille alors que ses compères partaient pour la capitale. Mais le marin, sous la pression du patron, avait fini par vouloir également s'éclipser ; malheureusement pour lui, Aldo et Fredo surveillaient la gare et l'avaient suivi. Après avoir mis au courant la police de Marseille, qui arrêta le commanditaire, Crouton arrêta les deux autres plongeurs en ayant fait des recherches dans la communauté corse de la capitale.

### Personnages
- Gil Jourdan
- Libellule
- Crouton
- Queue-de-Cerise
- Le Marin
- Aldo, gangster costaud mais maladroit
- Fredo, gangster petit et hargneux

### Voitures remarquées

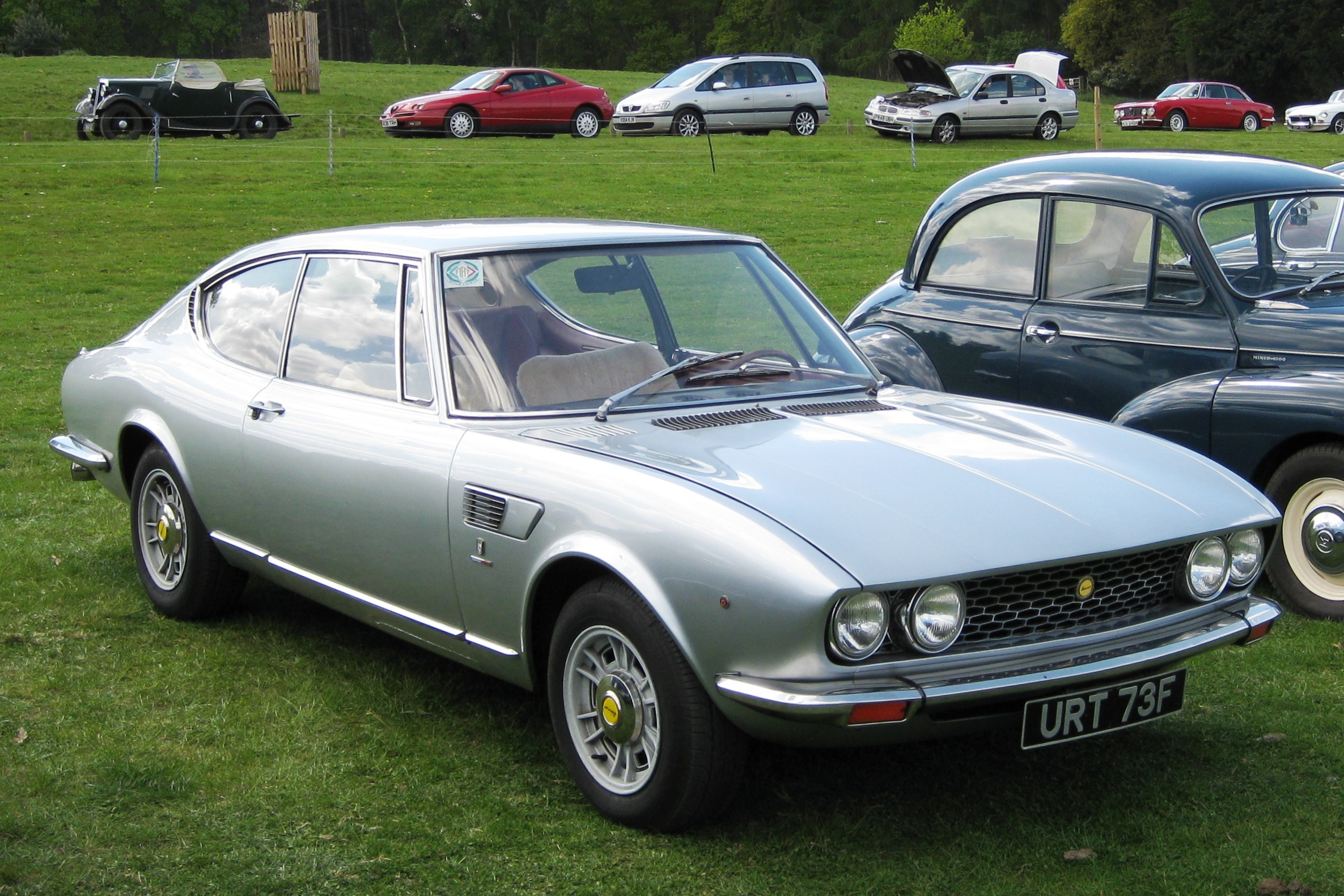
Un coupé Fiat Dino deux litres

- Fiat Dino Coupé[1] (première version à moteur deux litres), voiture de Gil Jourdan
- Renault Dauphine, voiture banalisée utilisée par Jourdan
- Renault 8 Gordini, voiture des malfrats
- Citroën DS
- Citroën 2CV

### Dialogue
Aldo, Fredo, Libellule, Jourdan et le marin se bagarrent dans l'auberge, sous les yeux du patron et d'un de ses clients.
- Le client : « Dis donc, tu ne m'avais jamais dit que tu avais la télé en relief. »

- L'aubergiste : « Bé, tu vois ! »

## Historique
C'est le premier album de Jourdan dessiné par Gos, Tillieux devant alimenter en scénarios de nombreux dessinateurs de Spirou. La collaboration dura jusqu'à la fin de la série, et Gos put lancer sa propre série (Khéna et le Scrameustache) juste après.

## Publication

### Revues
Les planches de Carats en vrac furent publiées dans l'hebdomadaire Spirou entre le 4 juin et le 15 octobre 1970 (n°1677 à 1696).

### Album
La première édition de cet album fut publiée aux Éditions Dupuis en 1971 (dépôt légal 01/1971). On retrouve cette histoire dans Duo pour un héros, le tome 5 de la série Tout Gil Jourdan (Dupuis - 1987), ainsi que dans le tome 4 de la série Gil Jourdan - L'intégrale (Dupuis - 2010).